# Kassitoome
Kassitoome (estonien : Kassitoome) est un parc du quartier Kesklinn de Tartu en Estonie.

## Présentation
Kasstioome est situé au centre-ville entre les rues Näituse tänav,  Baeri tänav et Oru tänav. 
La rue Baeri tänav la sépare de Toomemägi.
Le parc se caractérise par un relief varié : il est en partie implanté sur des bâtiments de défense de l'époque suédoise, mais le parc contient aussi Kassitoome, une ancienne carrière d'argile et de sable. 
Contrairement à Toomemägi, les chemins de Kassitoome ouvrent des vues à différents niveaux. 
Kasstoome appartient à la zone de protection du patrimoine de la vieille ville de Tartu.
En 1894-1895, un pavillon en bois pour l'étude du magnétisme est construit sur le ravelin de Kassitoome face à la cathédrale qui brûle en 1931. Kassitoome n'a jamais eu de bâtiments permanents. 
Sur le plan architectural, Kassitoome est délimité par l'Uus Anatoomikum de la rue Näitus tänav et les faces arrières des maisons de la rue Veski tänav, dont la maison du regretté classiciste Karl Ernst von Baer et le bâtiment en brique de style historiciste construit en 1888, où se trouve un bâtiment de l’université des sciences de la vie d'Estonie. 
L'ancien bâtiment du musée de la ville de Tartu subsiste le long de la rue Oru tänav, tandis que la façade de la cathédrale de style gothique domine du côté de Toomemägi, avec une plate-forme d'observation au sommet de ses deux tours.
Le parc abrite deux monuments : le monument du recteur de l'université, le physiologiste Alexander Schmidt, du côté de la rue Oru tänav, en face de l'Uus Anatoomikum, de l'autre côté, sur la colline au-dessus de la rue Oru tänav, se trouve le groupe de sculptures « Viatško et Meelis dans la défense de Tartu », qui dépeint les personnages de la pièce d'Enn Kippel Meelis sur la bataille de Tartu en 1224.

## Galerie

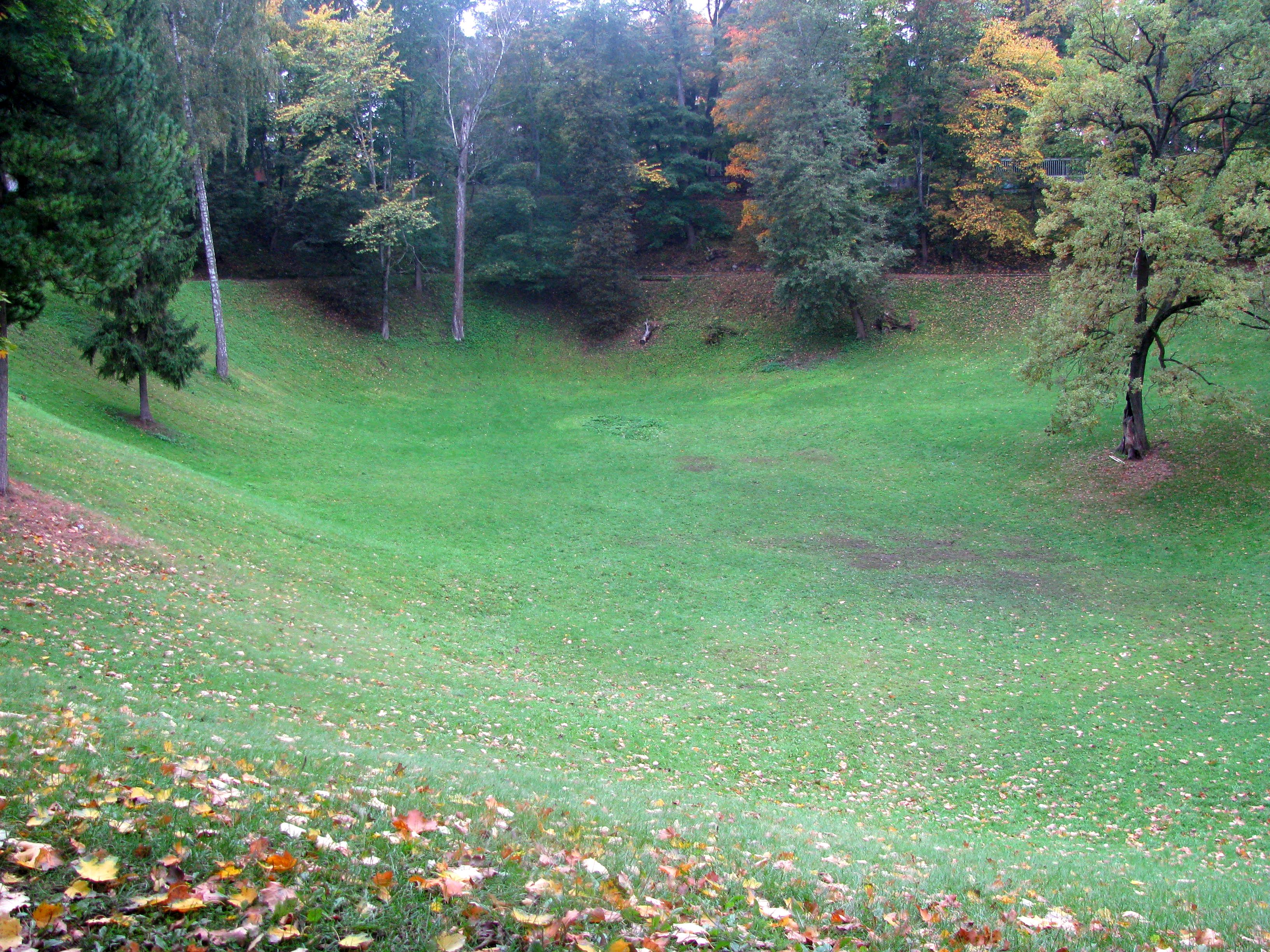
Mare de Kassitoome en 2011.
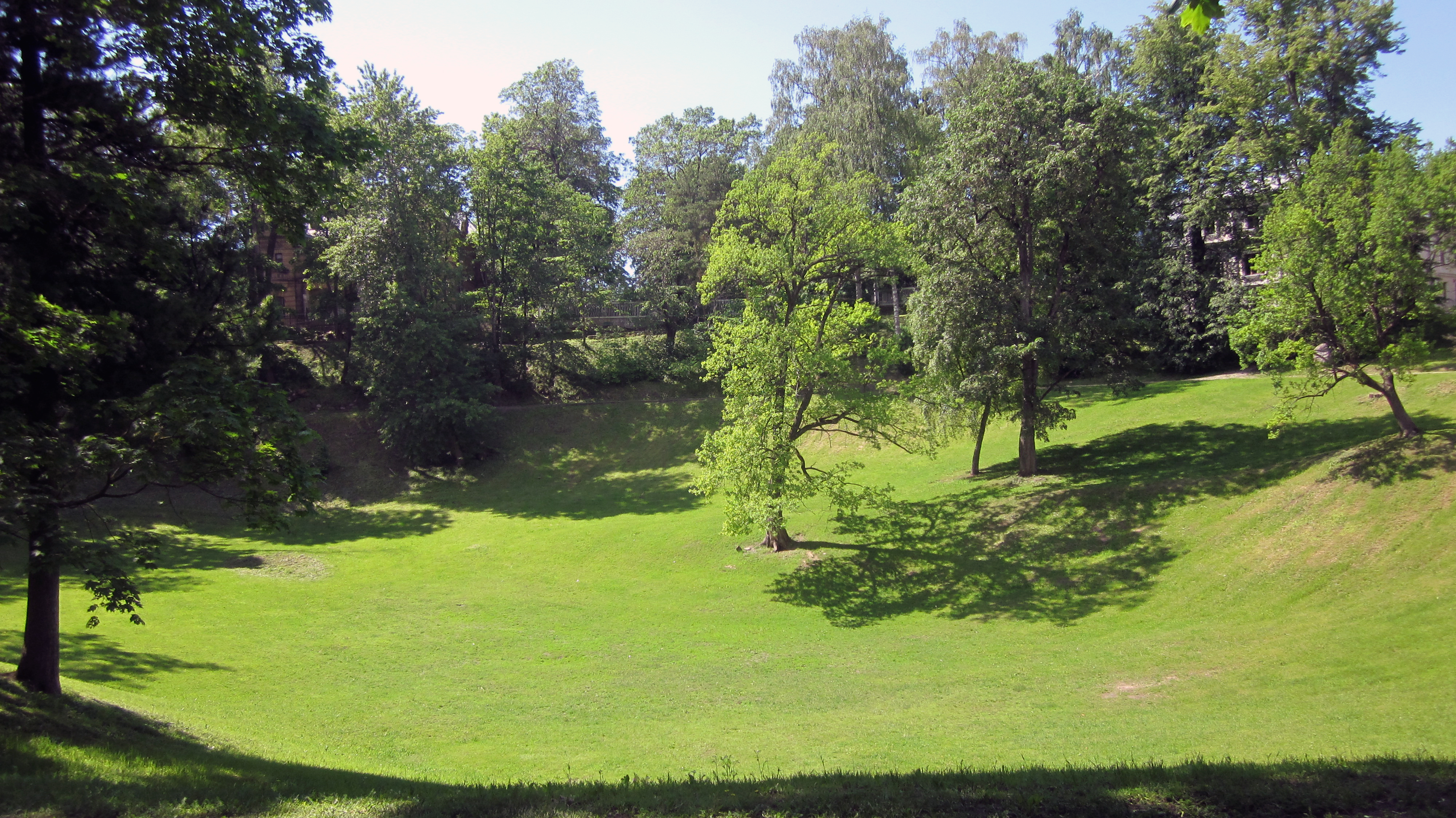
Kassitoome en 2012.
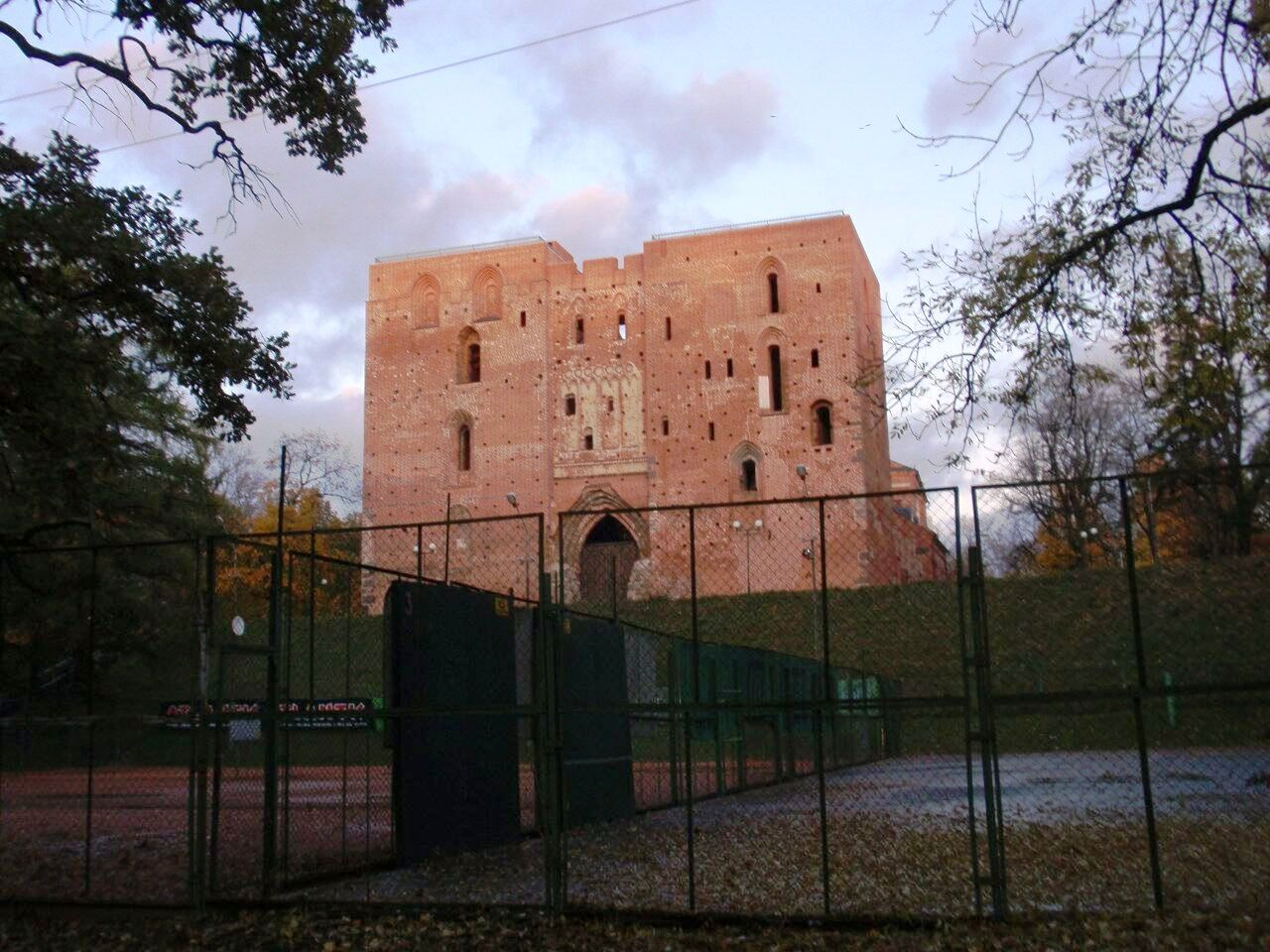
La cathédrale vue de K. E. Baeri tänav à travers Kassitoome, 2008
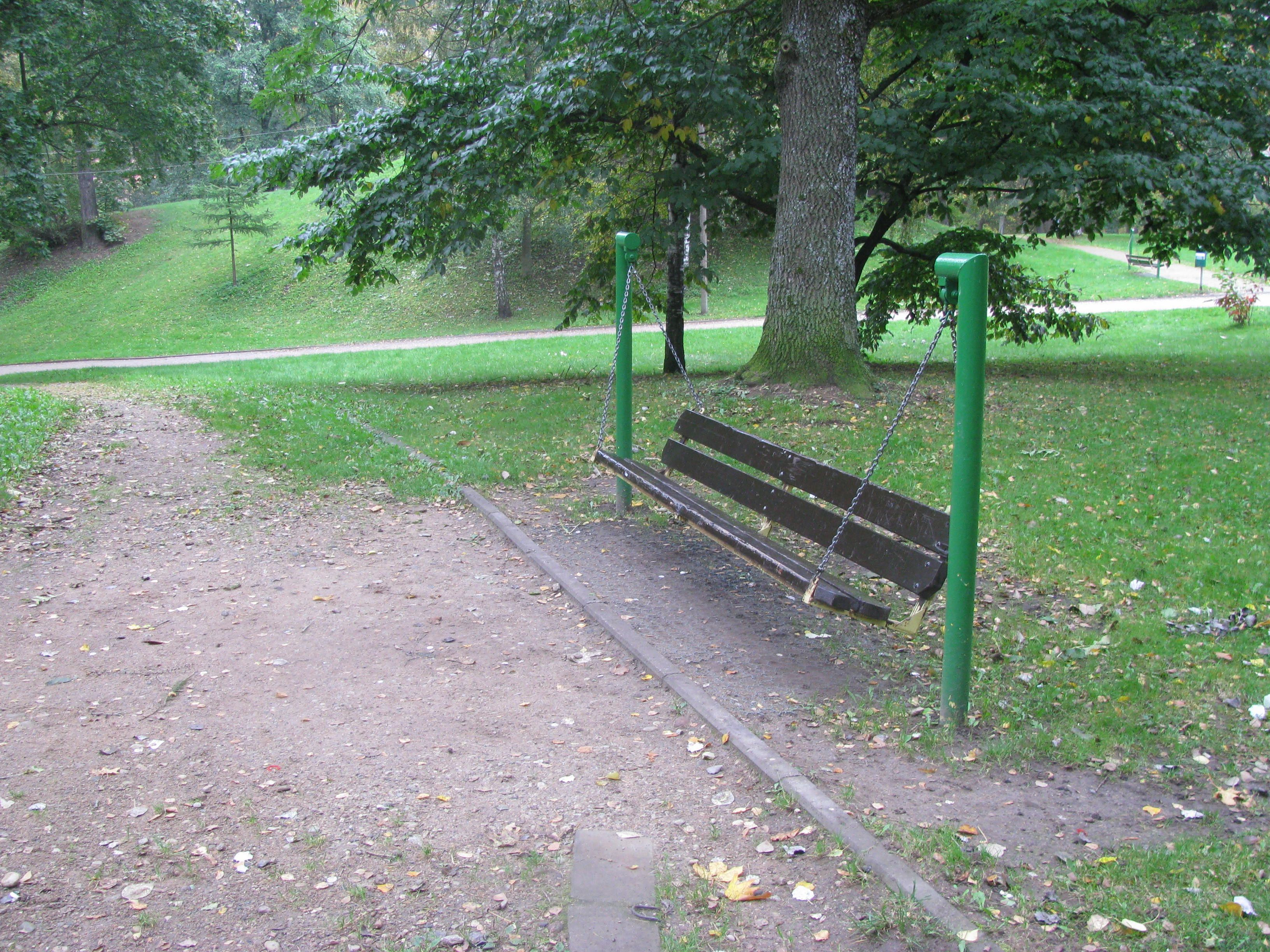
Kassitoomele paigaldatud kiikpingid
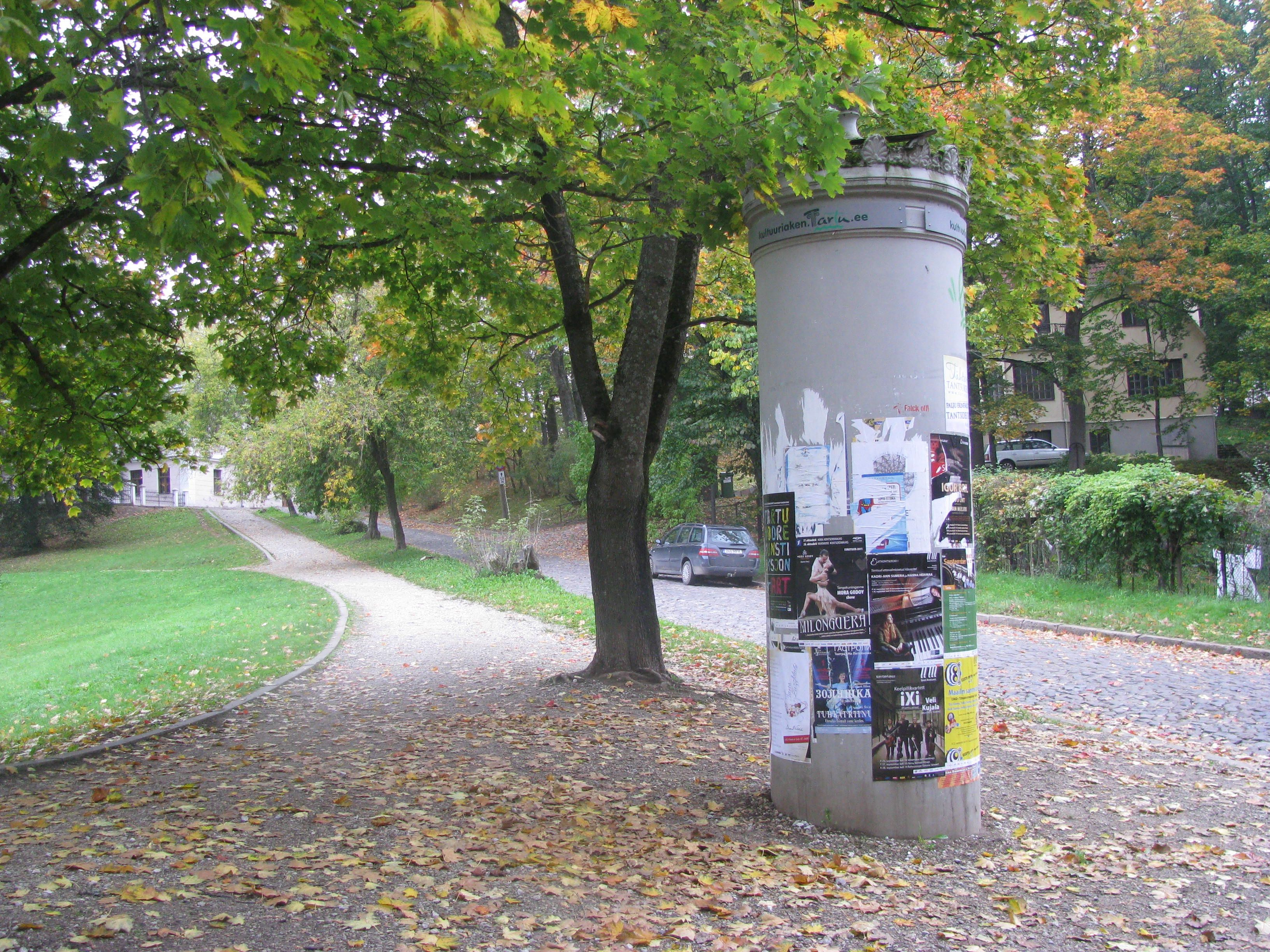
Kuulutusetulp Oru ja Baeri tänava nurgal